# La Leitosa
La Leitosa es un entorno paisajístico español formado por una antigua explotación minera de oro romana situado en las inmediaciones de las localidades de Paradiña y Paradaseca, ambos pertenecientes al municipio de Villafranca del Bierzo, en la comarca de El Bierzo, provincia de León, comunidad autónoma de Castilla y León.

## Historia

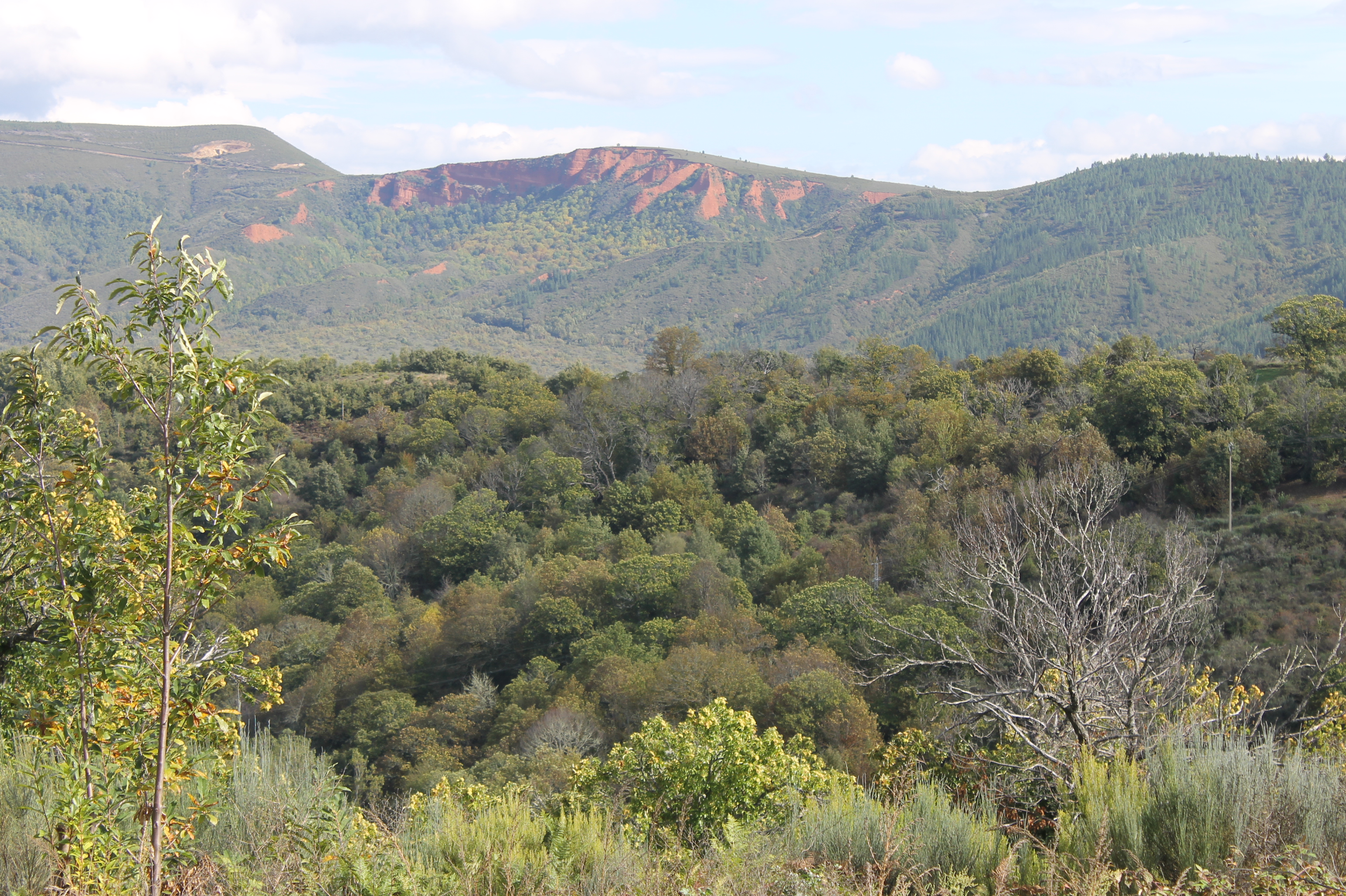
Vista de La Leitosa

### Método de Extracción
Se conservan muchos de los canales romanos y estanques que abastecían el complejo para llevar a cabo el proceso de ruina Montium. Desde los miradores son visibles cinco estanques de recepción del agua y tres bocaminas.
Durante su extracción se removieron unos 150 millones de m³ de tierra, siendo mucho menor que el caso de Las Médulas (500 Millones de m³)

### Origen del Nombre
Su nombre "Leitosa" podría provenir de la dureza de los trabajos realizados.
Cercanos al yacimiento arqueológico existen varios castros prerromanos, que corroboran el conocimiento del yacimiento por parte de los "Superatios", tribus asentadas en El Bierzo pertenecientes al pueblo protohistórico de los Astures Augustanos. Algunos de los Castros son La Toralina y Campo do Castrelo, en Prado de Paradiña; El Castrillón, en Ribón, y El Castro en Veigueliña.

## Datos prácticos

### Cómo llegar
Acceso a la parte baja
Para acceder a la parte baja de la mina, se accede desde Villafranca del Bierzo por la carretera que une con Paradaseca y una vez tomado el desvío que indica a Paradiña a un kilómetro hay una pista forestal a la izquierda que nos lleva a la parte baja.
En este enclave existe un área recreativa habilitada con parrillas, fuente y mesas.
Acceso a la parte alta
A la parte alta de la mina se accede siguiendo la carretera anteriormente mencionada hacía Paradiña y al llegar al alto se toma la pista forestal de la izquierda.
Si se continua dicha carretera, se han acondicionado dos miradores para divisar el entorno.